# Галузі освіти
Галузі освіти (англ. broad fields) – широка царина, відгалуження або сфера змісту, який охоплює освітня програма, курс або модуль. Галузь освіти часто називають «предметом» або «дисципліною». Іноді вживається поняття «галузь знань».
Міжнародна стандартна класифікація освіти класифікує освітні програми за змістом з використанням поняття «галузі освіти» – однією з двох основних наскрізних класифікаційних змінних (друга – рівні освіти). 
Розвиток класифікації International Standard Classification of Education ISCED 2011 отримав у класифікації ISCED Fields of Education and Training 2013 (ISCED-F 2013).

## Галузь знань в українському освітньому законодавстві
В Україні законодавство використовує термін «Галузь знань» – «основна предметна область освіти і науки, що включає групу споріднених спеціальностей, за якими здійснюється професійна підготовка». 
Перелік 29 галузей знань і 121 спеціальностей, за якими здійснюється підготовка здобувачів вищої освіти затверджений урядом України. 

## Перелік наукових галузей і напрямів
Міжнародна стандартна класифікація освіти 2013 в класифікації галузей освіти і професійної підготовки виділяє 11 наукових галузей (перший рівень), 29 напрямів (другий рівень) та майже 80 спеціалізацій (третій рівень).
- 00 Загальні програми і кваліфікації: 001 Особисті навички і розвиток особистості;
- 01 Освіта: 011 Освіта;
- 02 Мистецтво і гуманітарні науки: 021 Мистецтво; 022 Гуманітарні науки (крім мов); 023 Мови;
- 03 Соціальні науки, журналістика і інформація: 031 Соціальні і біхевіористичні науки; 032 Журналістика і інформація;
- 04 Бізнес, управління і право: 041 Бізнес і управління; 042 Право;
- 05 Природничі науки, математика і статистика: 051 Біологічні і суміжні науки; 052 Довкілля; 053 Фізичні науки; 054 Математика і статистика
- 06 Інформаційно-комунікаційні технології: 061 Інформаційно-комунікаційні технології;
- 07 Інженерні, обробні і будівельні галузі: 071 Інженерія і інженерна справа; 072 Виробничі і обробні галузі; 073 Архітектура і будівництво;
- 08 Сільське, лісове, риболовецьке господарство і ветеринарія: 081 Сільське господарство; 082 Лісове господарство; 083 Риболовецьке господарство; 084 Ветеринарія;
- 09 Охорона здоров’я і соціальне забезпечення: 091 Охорона здоров’я; 092 Соціальне забезпечення;
- 10 Служби: 101 Сфера обслуговування; 102 Гігієна і охорона праці на виробництві; 103 Служби безпеки; 104 Транспортні послуги.